# Port-Sainte-Marie
Port-Sainte-Marie es una población y comuna francesa, en la región de Aquitania, departamento de Lot y Garona, en el distrito de Agen y cantón de Port-Sainte-Marie.

## Demografía
| 1747 | 1876 | 1850 | 1885 | 1864 | 1746 |
| Para los censos de 1962 a 1999 la población legal corresponde a la población sin duplicidades (Fuente: INSEE [Consultar]) |      |      |      |      |      |